# Splash!

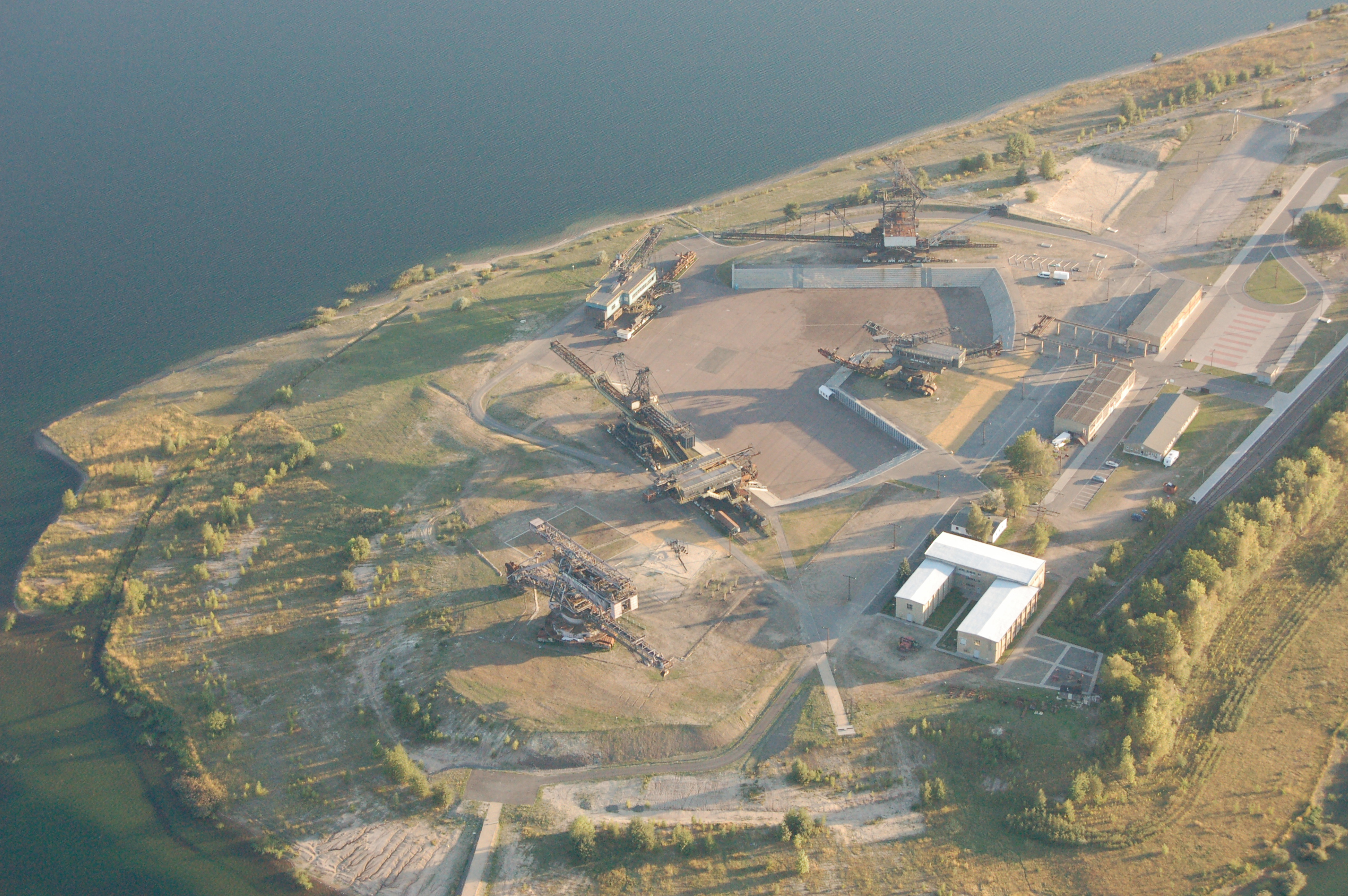
Der Veranstaltungsort Ferropolis von oben

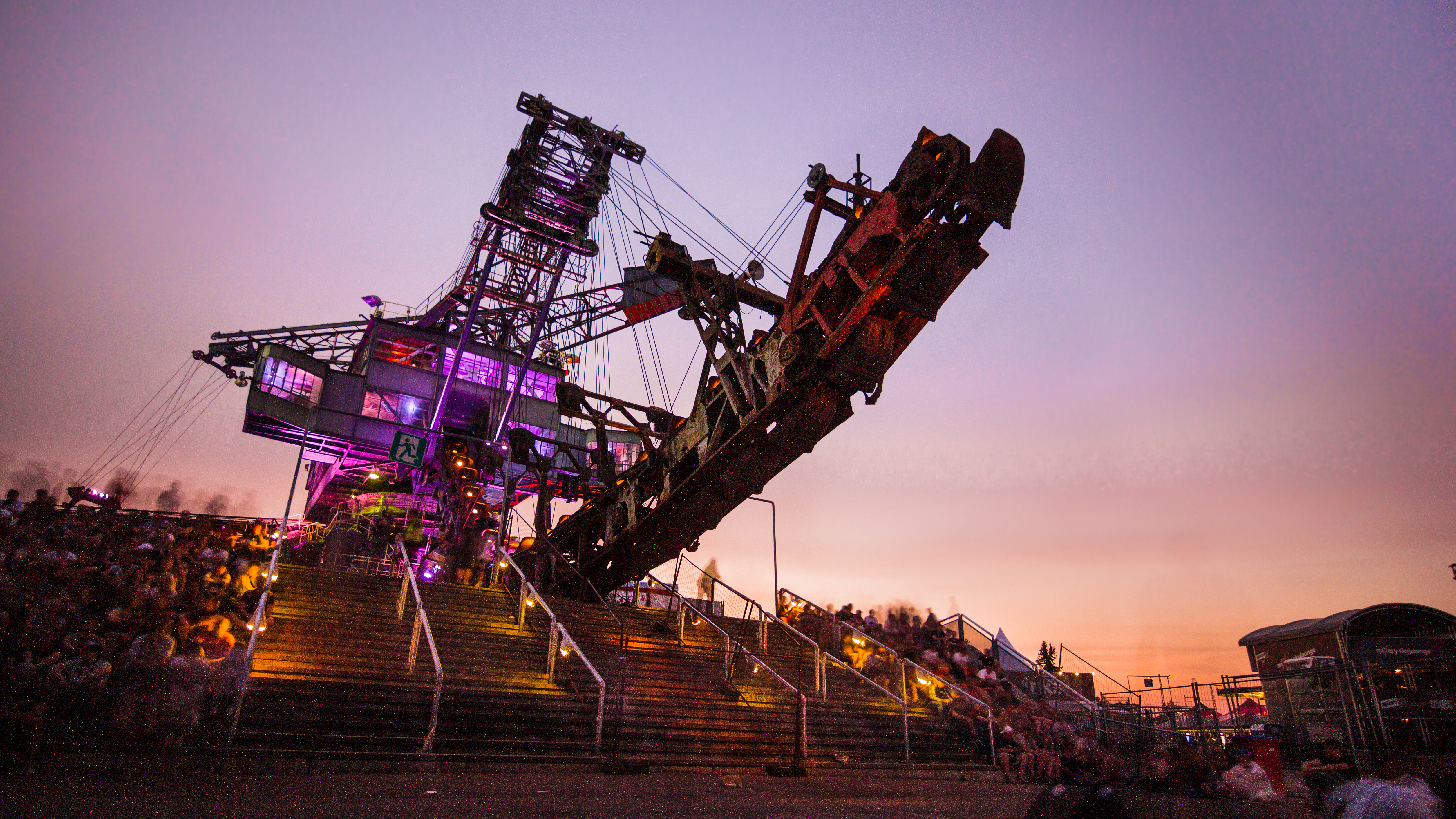
Der Veranstaltungsort Ferropolis bei Nacht beim Splash! 2017

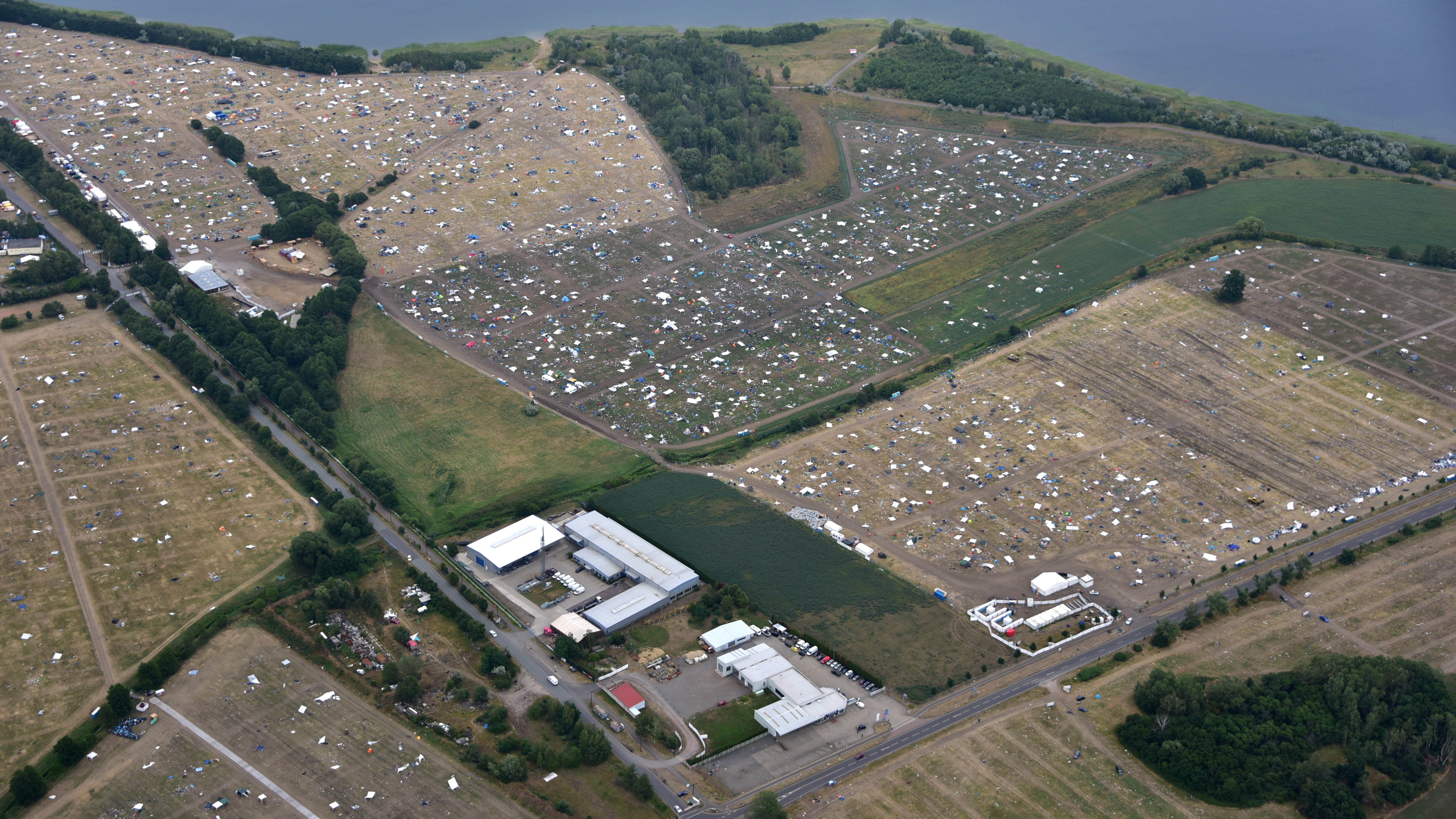
Der Campingbereich nach Beendigung des Festivals, Luftaufnahme (2019)

Das splash! ist ein seit 1998 veranstaltetes Hip-Hop-Festival. Von 1999 bis 2006 fand es am Stausee Oberrabenstein bei Chemnitz statt. In den Jahren 2007 und 2008 fand das splash! infolge der starken Regenfälle in den Vorjahren und der damit verbundenen finanziellen Krise auf der Halbinsel Pouch bei Bitterfeld statt. Seit 2009 hat das splash! auf der Halbinsel Ferropolis bei Gräfenhainichen seinen Veranstaltungsort.

## Konzept
In den Anfangsjahren gab es jeweils eine Bühne für Hip-Hop und Reggae. Im Jahr 2006 gab es bereits zwei Bühnen mit verschiedenen Wettbewerben und Auftritten der Künstler sowie zwei Partyzelte.
Das Festival bietet neben einer großen Bühne auch Zelte für Reggae, Dancehall und Drum and Bass. Weiterhin ist das splash!-Festival Austragungsort für Graffiti-Wettbewerbe sowie für Zwischen- und Endausscheidungen der ITF-Weltmeisterschaften für DJs – unter anderem in der Kategorie Scratchen.

### Name
Den Namen splash! dachten sich die Macher des Festivals aufgrund des Austragungsortes aus. Durch die Lage am Stausee Oberrabenstein, die Assoziation zum Wasser und aus der Bedeutung des englischen Wortes „Splash“ (Aufsehen oder Sensation) und „make a splash“ (Aufsehen erregen, Furore machen) kamen die Veranstalter schnell auf den Namen „splash! Festival“.

## Geschichte

### Splash! in Chemnitz (1998–2005)
Das Chemnitzer Hip-Hop-Duo Tefla & Jaleel gründeten das splash!-Festival als Alternative zu anderen Festivals, deren Line-up sie nicht überzeugte. Am 18. Juli 1998 fand dann das erste splash! statt, allerdings nicht wie geplant als Open-Air-Festival, sondern im damaligen Jugend- und Kulturzentrum Kraftwerk an der Zwickauer Straße in Chemnitz. Es traten sechs Acts auf dem Festival auf, welches 1.300 Besucher verzeichnete. Da damals die Hip-Hop-Szene noch klein war, gelang es den Initiatoren, durch Kontakte bekannte Künstler zum splash! nach Chemnitz zu holen.

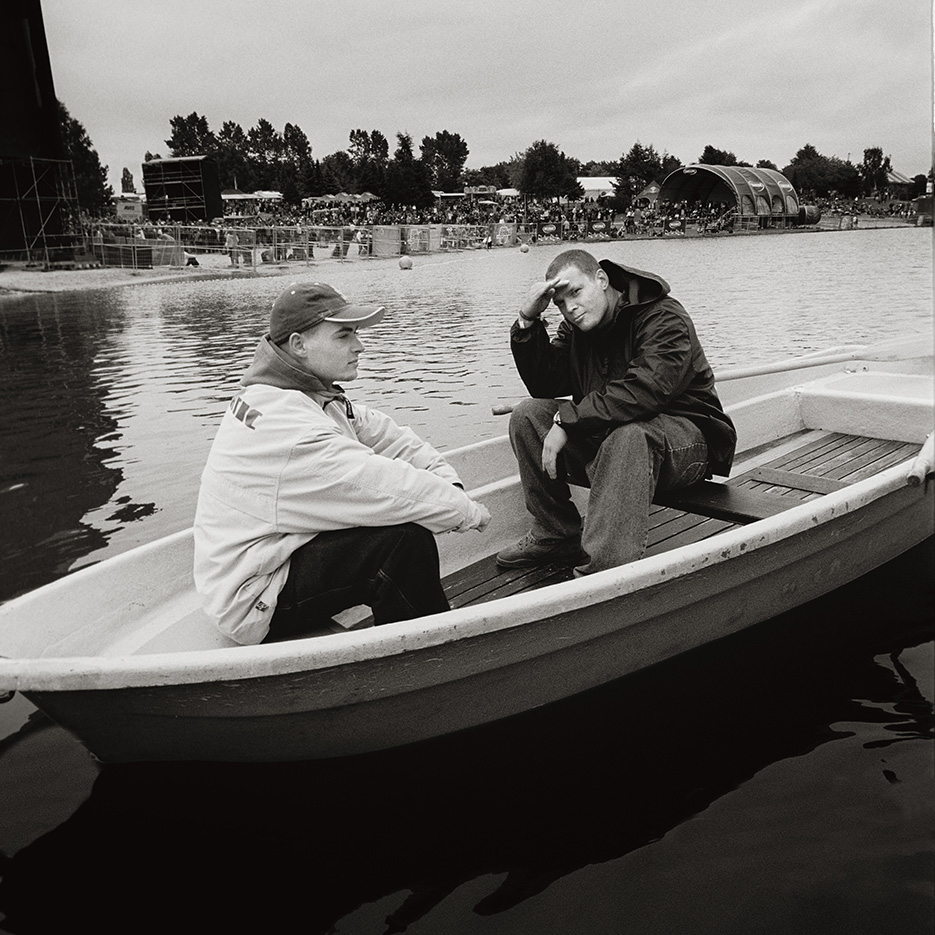
Stausee Oberrabenstein mit Festivalgelände

1999 fand das splash! erstmals am 23. und 24. Juli nahe dem Stausee in Oberrabenstein statt, woraufhin die Anzahl der Besucher auf 13.000 anstieg. Die Hip-Hop-Bühne grenzte direkt an den Stausee. Somit konnte man an warmen Tagen direkt im See baden und die Konzerte verfolgen. Durch die Verlängerung auf zwei Tage, dem Austragungsort unter freien Himmel und der vergrößerten Anzahl auftretender Künstler wurde das splash! für die Hip-Hop-Szene ein wichtiges Festival. Beim dritten splash! vom 21. bis 23. Juli 2000 wurden schon 20.000 Besucher gezählt. Das Festival fand erstmals an drei Tagen statt und hatte erstmals auch internationale Künstler im Line-up.
Nachdem 2001 30.000 Karten verkauft worden waren, wurde der Kartenverkauf in den Folgejahren auf 25.000 begrenzt, um die entspannte Atmosphäre des Festivals beibehalten zu können. Im Laufe der Jahre ist das splash! von einem kleinen regionalen Event zum größten Hip-Hop- und Reggae-Festival Europas geworden. Im Jahr 2002 war dann das Festival mit 25.000 Besuchern zum ersten Mal ausverkauft.
2005 fand das Festival von 5. bis 7. August am Stausee Oberrabenstein statt. Es gab teils kräftige Regenfälle.

### Finanzielle Krise und Neustart in Bitterfeld (2005–2008)

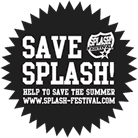
Logo der Splash-Rettungsaktion

Da das splash! 2006 wieder wie im Jahre 2005 unter starken Regenfällen litt, hatte die splash! Entertainment AG am 9. Januar 2007 die Gläubigerversammlung des Insolvenzverfahrens um einen Vergleich gebeten. Laut einer Chemnitzer Tageszeitung beliefen sich die Schulden auf über 500.000 €. Die Splash! Entertainment AG hat um Unterstützung gebeten. Ein Spendenkonto wurde eingerichtet und am 3. November fand in der „Chemnitz Arena“ ein Benefizkonzert statt, das 4000 Fans besuchten und den Spendenstand auf insgesamt 325.000 € (65 %) brachte. Ohne Verlangen einer Gage traten dort die Chemnitzer Robert-Schumann-Philharmonie, Samy Deluxe, Beginner, Curse, Tefla & Jaleel, Azad, Spezializtz sowie Toni-L & Torch, D-Flame, Dendemann, F.R. und Die Söhne des Kreises auf.
Nach dem Erfolg des Benefizkonzert stiftete die Robert-Schumann-Philharmonie eine Geige auf der alle „Splash Meets Classic“ Acts unterschrieben, diese wurde am 13. November 2006 bei eBay an einen Chemnitzer versteigert und brachte 1.350 €.
Nach Deckung der Verluste in Höhe von 70 % durch Eingang von Spenden wurde am 11. Januar 2007 bekannt gegeben, dass das Festival stattfindet, zwar nicht in Chemnitz, sondern auf der Halbinsel Pouch bei Bitterfeld. Das Festival war neben den Mozarttagen das einzige überregional wahrgenommene mehrtägige Musikfestival in Chemnitz. Die Chemnitzer Hip-Hop-Anhängerschaft wuchs stetig. Deshalb begannen Diskussionen, wie die durch splash! entstandene Lücke im städtischen Kulturleben geschlossen werden kann. Wissenschaftler der Bauhaus-Universität Weimar empfahlen, die durch splash! geschaffene Bekanntheit der Stadt als „kleine Hip-Hop Metropole“ zu nutzen, um in der ehemaligen Aktienspinnerei ein Hip-Hop-Gründerzentrum der Musikindustrie einzurichten. Auch der Zeitraum wurde vom ersten Augustwochenende auf das erste Juliwochenende gelegt.
2008 standen aufgrund der angespannten wirtschaftlichen Lage und den erheblich gestiegenen Kosten die Veranstalter vor der Entscheidung, das Festival auf zwei Tage zu verkürzen oder die Eintrittspreise anzuheben. Nach einer öffentlichen Umfrage auf der Homepage des Veranstalters haben die Veranstalter die Entscheidung getroffen, das Festival bei drei Tagen zu belassen. Zwei Drittel aller Befragten waren für diese Variante und so fand das splash!-Festival 2008 vom 11. bis 13. Juli statt, wieder auf der Halbinsel Pouch. Trotzdem gab es eine zusätzliche Bühne direkt am Wasser und eine verbesserte Situation auf dem Zeltplatz (unter anderem durften die Besucher zum ersten Mal einen Pkw mit auf den Zeltplatz nehmen). Außerdem legte man wieder mehr Wert auf Side-Events.

### Ferropolis (seit 2009)
Am 1. Juli 2009, eine Woche vor dem splash! 2009, beschlossen die Organisatoren, den Austragungsort von Pouch nach Ferropolis zu verlegen, wo schon seit vielen Jahren das Melt-Festival stattfand. Als Gründe gab das splash!-Team finanzielle Vorteile, mehr Platz für Bühnen, Sport und Culture (Skatepark) sowie bessere Campingmöglichkeiten (Camping neben dem Auto) an. Seitdem finden die splash!-Festivals in Ferropolis statt.
Seit 2019 wird das splash!-Festival von der Goodlive Festival GmbH veranstaltet, einer Rechtsnachfolgerin der splash! Entertainment GmbH, die auch die Musikfestivals Full Force und Melt veranstaltet und seit 2022 mehrheitlich zu Live Nation Entertainment zählt.

## Line-ups
| Jahr | Datum                | Künstler | Ort                                                    | Besucher                                               |
| ---- | -------------------- | --- | ------------------------------------------------------ | ------------------------------------------------------ |
| 1998 | 18. Juli             | Afrob – Creme De La Creme – DJ Little T – DJ Ron – DJ Shusta – Harlekinz – KC Da Rookee – Kinzmania – Square One – Walkin’ Large | Kraftwerk an der Zwickauer Straße, Chemnitz            | ca. 1.300                                              |
| 1999 | 23. – 24. Juli       | 5 Sterne Deluxe – Absolute Beginner – Afrob – Analphabeten – Beenie Man – Bounty Killer – Deichkind – DJ Jaleel – DJ Little T – DJ Ron – DJ Shusta – DJ Steewax – Doppelkopf – Dynamite Deluxe – Eins Zwo – Ferris MC & DJ Stylewarz – Gentleman & Killin Riddim Section – KMC – Main Concept – Massive Töne – MB 1000 – MC Rene – Mellowbag – Mr. Schnabel – Phlatline Sound – Pow Pow Movement – Ruhrpott AG – Sound Quake – Spax & Mirko Machine – Spezializtz – Square One – Sugar Chicken & Samy Deluxe – Tefla & Jaleel – Underdog Cru – Walkin’ Large – ZM Jay & SMC | Stausee Oberrabenstein                                 | ca. 13.000                                             |
| 2000 | 21. – 23. Juli       | 5 Sterne Deluxe – Absolute Beginner – Blumentopf – Brixx & Bintia – Chico – Creutzfeld & Jakob – Curse – DCS – Deichkind – Die Firma – DJ Angel Dust – DJ Cat – DJ Da Da S – DJ Headnoaks – DJ Miguel Ayala – DJ Mo Brown – DJ Philipp Maiburg – DJ Racoon – DJ Shusta – Doppelkopf & Nina MC – Dynamic Duo – Dynamite Deluxe – Eins Zwo – Feinkost Paranoia – Ferris MC & DJ Stylewarz – Freeman & Guests – Freundeskreis – General Degree – Gentleman & Killin Riddim Section – Killa San – Kool Savas – Lenny – Luke & Swift – Lyroholika – Massive Töne – MB 1000 – MC Glacius – MC Marc Flowell – MC Massiw – MC Rene – MC Ronin – MC Tobi – Mellowbag – Metaphysics – Mr. Schnabel – Nico Suave & Maju Biese – Patrice – Phlatline Sound – Pow Pow Movement – Pyranja – Sandroid – Skills En Masse – Sound Quake – Spax & Mirko Machine – Square One – STF – Stieber Twins – Such A Sound – Sugar Chicken – Timbuktu – Tolga & D-Flame – Too Strong – Underdog Cru – ZM Jay & SMC | Stausee Oberrabenstein                                 | ca. 20.000                                             |
| 2001 | 20. – 22. Juli       | 5 Sterne Deluxe – Afrob – Alley Cat – Alozade – Analphabeten – Aufnahmezustand – Azad – Barrington Levy – Beatz aus der Bude Allstars – Bektas – Biz Markie – Black Tiger – Bligg N’ Lexx – Blumentopf – Bounty Killer – Breite Seite – Chico – City Nord – Concrete Jungle – Creutzfeld & Jakob – Crissy D – Curse – D-Flame – D.U.G. – Danny English – Dejavue – Denyo & Illo 77 – DJ Angel Dust – DJ Jaleel – DJ Racoon – DJ Ron – DJ Shusta – DJ Steewax – DJ Tease – DJ Tony Touch – Double Pact – E-Z Rollers & MC Jakes – Echorausch – Eins Zwo – Elephant Man – Ferris MC & DJ Stylewarz – General Degree – Gentleman – Germaican Showcase – Hawkeye – Hobbitz – J. MC – Jack-A-Diamond – Jan Delay – Kabuki & Glacius – Kamp – Klangexport – KMC – Kool Savas (2) – Korrekt'echnique – Lady G – Lexxus – Liquid Finguz – Looptroop – Low Frequency & MC Soultrain – Main Concept – Maseo – Massive B – Massive Töne – Motagen Sound ft. I-Spect – Mr. Schnabel – Mr. Vegas – Nimmzwai – Phlatline Sound ft. Mystic Dan – Pow Pow Movement – Pyranja – Ruhrpott AG – Rahzel – Raptile ft. Ela – Renaissance Disco – Saïan Supa Crew – Samy Deluxe – Seeed – Sieben – Singer J. – Sound Quake – Spax – Square One – Tefla & Jaleel – Texta – Torch – Underdog Cru – Ward 21 | Stausee Oberrabenstein                                 | über 30.000                                            |
| 2002 | 2. – 4. August       | Analphabeten – Angel Dust & Racoon – Assassin – Azad – Baby Cham – Benjie – Blumentopf – Breite Seite – Buccaneer – Burns Brothers – Camp Lo – Ce’Cile – Chico – Chima – Chris Goldfinger – City Nord – Creative Urge – Creutzfeld & Jakob – Cronite – Curse – D-Flame – Dandruff – Delly Ranks & Christopher – Diablow – Die Firma – Die L.P. – Die Sekte – DJ Camillo – DJ Epps – DJ Jaleel – DJ Kenny D – DJ Little T – DJ Ron – DJ Shusta – DJ Steewax – Eins Zwo – Fiva MC – G.B.Z. Babbazoundz – Gentleman – George Nooks – Glacious & Ronin – Glen Washington – Goldrush International – Hamburger Hill – Illuminaten – Italo Reno & Germany – Junior Kelly – Kool Savas – La Brigade – Lenny – Lukie D – Mad Wax – Massive Töne – Masta Ace – MB 1000 – MC Rene – Moabit – Moqui Marbles – Nano 42 – Nattyflo & Nosliw, Mono & Nikitaman – Nico Suave – Nikoma – NME Click – Non Phixion – Olli Banjo – One Love Hi Pawa – Paolo 77 – Phlatline Sound – Pilskills – Rahzel – Razah – Red Rat – Roey Marquis II Allstars – Rollin B & MTC Yaw – Royce da 5′9″ – Saïan Supa Crew – Samy Deluxe – Seeed – Sektion Kuchikäschtli – Sieben – Sound Quake – Spax – Spezializtz – Spooman – Spragga Benz – Supahsonic – Super Sonic Sound – Supercity Soundsystem – TAFS – Talib Kweli – Tanya Stephens – Tefla & Jaleel – The Beatnuts – T.O.K. – Toni-L – Üba3ba RR & Flipside – Underdog Cru – Ward 21 – Wayne Marshall – Wu-Tal Allstars | Stausee Oberrabenstein                                 | 25.000                                                 |
| 2003 | 1. – 3. August       | 45 Scientific – Angel Dust – ASD – Barrington Levy – Beatfabrik – Beginner – Brand Nubian – Burning Spear – Bushido – Bushman – Busta Flex – Cativo – Creative Urge – Cuba Crew – Curse – D-Flame & K.P. Crew – D.N.A. – De La Soul – Degree – Der Real – Die Sekte – DJ Honda & PMD & K-Solo – DJ Jaleel (4) – DJ Kenny D – DJ Little T – DJ Ron – DJ Shusta – DJ Steewax – Friendly Fire Showcase – Fumanschu – Gang Starr – Gentleman – Giana Brotherz – Greis – Headquarters Allstars – I-Spect – Italo Reno & Germany – Jeff Smart – Junior Reid – LMS & Abijah – Ly.De Buddah – Massive Töne – MC Amon – MC Phowa – Mellow Mark – Movements – Nattyflo – Nosliw – Olli Banjo – Patrice & Shashamani Band – Petey Pablo – Phlatline Sound ft. Mystic Dan – Pow Pow Movement – Racoon – Redman ft. Erick Sermon – Rockin da North – Sam Ragga Band – Seeed – Sentinel Sound – Slum Village – Sly & Robbie ft. Black Uhuru – Sound Quake – Spax – Supersonic Sound – T.O.K. – Team Eimsbush – Tefla & Jaleel – Vido & Growing Tree – Ward 21 – Warrior King – We Remember Bob Marley Showcase – Zora | Stausee Oberrabenstein                                 | ca. 20.000                                             |
| 2004 | 30. Juli – 1. August | 5 Sterne Deluxe – Afu-Ra & The Perverted Monks – Angel Dust – Azad & Bozz Artists – Baby Cham – Beginner (4) – Beres Hammond – Blumentopf – Bushido – Busta Rhymes – Ce’Cile – Chablife – Chico – Cocoa Tea – Creative Urge – Culcha Candela – Curse & Pimp Lizzards – D-Flame – Dendemann – DJ D.I.S. – DJ Force – DJ Kenny D – DJ Lettuce – DJ Nano 42 – DJ P.O.S. – DJ Racoon – DJ Repulse 42 – DJ Ron – DJ Shusta – DJ Steewax – Gerald Steyer & Kriz – Germaican Scout (Dr. Ring Ding, Bobby Buster, Ill Inspecta) – Harris – Hawkeye – IAM – Italo Reno & Germany – Jonesmann & Pal One – Kabuki – Karibik Frank – Kool Savas – Lars Lavendel & MC Ramon – Lazy Youth & Bruce Barron – Lootpack & Wildchild – Luciano – Lukie D. – Max Herre – MC Dragoon – MC Phowa – Mobb Deep – Mr. Lif & Akrobatik – Neg Marrons – Nico Suave – Olli Banjo – Pete Rock & CL Smooth – Phaltline Sound ft. Mystic Dan – Pow Pow Movement – Rasul & DJ Scream – Red Rat – Redrama – Renaissance Disco – Rhymin Simon – Samy Deluxe – Sanchez – Sentinel Sound – Sido & Die Sekte – Sound Quake Sound – Spragga Benz – Supersonic Sound – Taffari – Tefla & DJ Jaleel Soundsystem – Wayne Marshall – Wurzel 5 – Zion I – Zombie Squad | Stausee Oberrabenstein                                 | ca. 20.000                                             |
| 2005 | 5. – 7. August       | Afrika Bambaataa – Afrob – Angel Dust – Barny Millah – Clueso – Cor Veleno – Creative Urge – Culcha Candela – Curse – D.I.S. – Deine Lieblings Rapper – Denyo – Dilated Peoples – DJ Premier – DJ Quest & Sera Finale – DJ Ron – DJ Shusta – DJ Sign – DJ Steewax – Ercandize – F.R. – Franky Kubrik – Gentleman & The Far East Band – Goldrush International – Hamburgs Finest ft. Samy Deluxe & Illo 77 und Headliners – Humpty C & Dragoon – Jedi Mind Tricks – Kabuki, Glacious, Ronin – Karibik Frank – Kenny – Kid Kobra – Kings & Crookz – Kool Savas – Lars Lavendel – Lettuce – Lightwood – Looptroop – Luut & Tüütli – Ly.de Buddah – Marc Hype – Massive Töne – MC Mace – MC Phowa – Metro – Metrosoul – MOD the Black Marvel ft. Ciph Barker – MTC Yaw – NME Click – Optik Army – P.O.S. – Pal One – Patrice & Shashamani Band – Patrick mit Absicht – perVers ft. A.Geh – Phlatline Club Movement – Prinz Porno – Pyranja & Ostblokk – Racoon – Rhymin Simon – Righteous Movements – Roey Marquis II – Saian Supa Crew – Seeed – Sensi Movement – Sentence – Sentinel Sound – Separate – Smexer – Smif-N-Wessun – Söhne Mannheims – Sound Quake Sound – Starting Lineup Soundsystem – Suzi Wong & B. Side – Syncopix – Tefla & Jaleel – Tim Xtreme – Tone – Ugly Duckling – Young Ax | Stausee Oberrabenstein                                 | ca. 20.000                                             |
| 2006 | 4. – 6. August       | Abdel Rodrigez – Abroo – Asphaltliteraten – Azad – Blumentopf & Liveband – Booba – Breitbild – Casper – Ceza – Creative Urge – Cronite – Curse – D.I.S. – Damion Davis – Deluxe Soundsystem – Denyo & The Denyos – Der Real & Chopper – DJ Angel Dust – DJ B.Side ls. MC Pep – DJ Drama – DJ Fiks – DJ Jazzy Jeff – DJ Jeff Smart – DJ Lettuce – DJ Premie – DJ Ron – DJ Shusta – DJ Sign – DJ Steewax – DJ Tease & Redrum – Dra-Q – Eastside Famlee – Ercandize – F.R. – Fat Joe – Favorite – Fiva & Radrum – Fraktion 42 – Franky Kubrick – Galla – Gentleman – Germaican Roadshow 2k6 – Harris – Haul & Mason – Headliners & Illo – Jan Delay & Disko No.1 – Jasha – Jaysus – Jesen – Jeyz – Jonesmann – Joy Denalane – K.I.Z – Kaisaschnitt – Keith Murray – L Double – Lunafrow – MachOne – Maeckes & Plan – Manuellsen – MC Phowa – MC Reef – Million Stylez – Millionadi – Miss Dee – Olli Banjo – P.O.S. & Force – PalOne – Pete Philly & Perquisite – Phenomden – Phlatline Club Movement – Phlatline Sound ft. Puppa Starr – Pow Pow Movement – Prinz Pi – Racoon – Rebellion The Recaller – Rhymin Simon – Robird Styles – Rowdy Streetlife Soundsystem – Saïan Supa Crew – Schlafwandler – Scratch – Seeed – Sentino & Kobra – Separate – Shiml & Kollegah – Slum Village – Snaga & Pillath – Soca Twins – Soundbwoys Destiny – Soundquake Soundsystem – splash! meets Classic – Static & Nat Ill – Taichi – Texta – Vincent Fries – Youngbloodz – YT | Stausee Oberrabenstein                                 | ca. 20.000                                             |
| 2007 | 6. – 8. Juli         | 80’s Flashback Mixwell & Stylewarz – Abdel Hakim & Da Wiesel – Abroo – B-Boy Circle/DJ Kid Cut – B-Boy Circle/DJ Nas D – Bassrunner Soundsystem – Black Tiger – Bonde do Role – Boy Better Know – Buraka Som Sistema – Casper – Chin – Cunnin Lynguists – Curse pres. La Familia – Cut Cannibalz – D-Flame – David Rodigan – Deckstarr – Dendemann – Der Schöne Ralf – Dilated Peoples – DJ B.Ski Rocks – DJ B.Ski Rocks & Maceo – DJ Fake hosted by Spax – DJ Haitian Star – DJ Kamikaze – DJ Paddy Deluxe – DJ Special K – DJ Steewax – DJ Terror – Down & Dirty Showcase – eMC – Ercandize – F.R. – Favorite – Flowin Immo & Les Freaqz – Franky Kubrick – Freestyle&Beatbox Battle – Freundeskreis – Funklords aka Low Life & LH-On – General Degree – Gerard MC – Goldrush International – Griot – Gypsies – Hurricane Sound – IAM – Ill Inspecta – Jahcoozi – Jaysus – Junior Banton – K.I.Z – Kid Fresh – Kollegah – Kool Savas – Lychee Lassi – Maceo – Major Taylor – Man Like Me – Manuellsen – Mas Massive hosted by Materia – Meckes & Plan B – Megaloh & Sprachtot – Mike Montgomery – Miss Platnum – Mitchell Brothers – Mr. T-Rox – Nico Suave – Nosliw – Olli Banjo Sparring Set – Pal One – Papoose – Phlatline Club Movement vs. Optik Soundsystem – Phlatline Sound / Live: Black Kappa, Ill Inspecta – Prinz Pi – Puppetmastaz – Radioclit – Ray Darvin – Redman – Righteous Movements – RJD2 – Robot Koch – Rockstone Sound – Roll Deep – Ronny Trettmann – Separate – Sick Girls – SMO – Snaga & Pillath – Snoop Dogg – Soca Twins – Sooshee feat Spax, Nelson, Miss Flint – Sound Quake Soundsystem – Soundbwoys Destiny – Spezializtz – Stones Throw – T.O.K. – Taichi – Talib Kweli ft. Jean Grae – The Roots – TONI L & SAFARISOUNDS – Wendy Wonder – Wiley | Halbinsel Pouch                                        | ca. 15.000                                             |
| 2008 | 11. – 13. Juli       | AfrikanBoy – Animus – Atomone – Azad – BirdyNamNam – Blumentopf – Blumio&Habesha – Bugati Force – CadenceWeapon – Casper – Cecile – CLP – CulchaCandela – D.I.T.C. – Damion Davis – Das Bo – DeadPrez – Die Orsons – DizzeeRascal – Dynamite Deluxe – F.R. – Franky Kubrick – Gentleman – Huss und Hodn – IceCube – IrieRévoltés – J-Live – Jahcoustix& Dubios Neighborhood – Jan Delay & Disko No.1 – JAY-Z – KoolSavas – LaasUnlimited – Le Peuple De L’Herbe – Little Brother – Looptroop Rockers – M.O.P. – MAdoppelT – Majors – Marteria – Mädness& Baggefudda – Miss Ill – Mono & Nikitaman – Morlockk Dilemma – Nefew – Nouvel R. – Ohrbooten – Pete Philly & Perquisite – Playdoe – PowPowMovementfeat. Mighty Samson – Round Table Knights – Saigon – Sean P. – Sefyu – Sera Finale – Shaggy – Sick Girls – Sooshee Band – Stress – SwollenMembers – The Black Seeds – The Cool Kids – TheSmells – The Tape ft. RQM – Vega – Ziggi | Halbinsel Pouch                                        | ca. 15.000                                             |
| 2009 | 10. – 12. Juli       | Aaron LaCrate & MZ Streamz – Alter Ego – Amanda Blank – Amanda Diva – Assoto Sounds – Atmosphere – Bass Boy feat. Neon Blocks – Big Tone – Black Milk – Boys Noize – Casper – Clueso – COOP – Curse – D.I.M. – Data MC – Deichkind – Die Beleidiger – Dizzee Rascal – DJ Dejoe – DJ Haitian Star & DJ L-Boogie – DJ Jumpy & Hip-Hop Don’t Stop – DJ Mas Massive – DJ Reg – DJ San Gabriel – DJ Vadim – DJ Walter – Djedjotronic – DMG$ & Xrabit – Ezra Bang & Hot Machine (USA) – Feadz – Fiva MC – Frank n Dank – Frauenarzt & Manny Marc – Ghislain Poirier & MC Zulu – Guilty Simpson – Heltah Skeltah – Hilltop Hoods – Hip Hop Don’t Stop Special – Housemeister – Immortal Technique – Jedi Mind Tricks – John Robinson – K.I.Z – KAAS – Kamp & Whizz Vienna – Kid Cudi – Killa Kela – KitKut – Knixx & ComixXx – La Coka Nostra – Laas Unltd. – Lady Sovereign – Madcon – Maeckes & Plan B – Malente – Marteria & The Band of Brothers – Method Man & Redman – Mike Montgomery & Dr. Rude – Mixhell – Morlockk Dilemma & Hiob – MSTRKRFT – Mumdance feat. Jammer – Newham Generals – Nosliw & Feueralarm Band – Olli Banjo – Peaches – Phat Kat – Phenomden & The Scrucialists – Prinz Pi – Q-Tip – Rojah Phad Full – Ronny Trettmann & Heckert Empire – Roots Manuva – Rusko & MC Rod Azlan – Samy Deluxe & Tsunami Band – Santigold – Sefyu – Sick Girls – Stanton Warriors – Stereo MC’s – Sweat X – Taktloss – Talib Kweli – Terry Lynn & Wildlife – The BUG feat. Flowdan – The Streets – Tido Berman – Cuizinier – Tacteel = TTC DJ Team – Toddla T & Serocee – Tone – TUA – Ty – Volkan T feat. Dance Floor Killer Machine – Ward 21 & Band – Yo! Majesty – Zion I | Ferropolis                                             | ca. 15.000                                             |
| 2010 | 23. – 25. Juli       | Amewu & Chefket – Anti-Pop Consortium – Aphroe & The Tailor Mades feat. Rheza – Audio88 & Yassin – Bilal – Blumentopf – Boot Camp Clik – Boy Better Slew feat. JME – Tempa T. – Shortee – DJ Maximum – Brother Ali – Caspa & MC Rod Azlan – Casper – Chiddy Bang – Cornadoor & Soulfire Band feat. Serengeti – Creme Fresh – D-Flame – Damian Marley feat. Nas – Denyo & Mad Soundsystem – Die Orsons – DJ Binichnich – DJ Fake – DJ Kenny D. – DJ Kid Capri – DJ Mas Massive – DJ Rafik – DJ Ron & DJ Shusta – DJ Sepalot – Dorian Concept – Fagget Fairys – Fashawn – Foreign Beggars – Gentleman – Goldielocks – Harris – Hudson Mohawke – IAM – Jackmaster – Jaqee & Hot This Year Band – Joker & Nomad – Keys N Krates – Kool Savas – Kraftklub – Ladi 6 – Lewis Parker – Marsimoto Soundsystem – Massive B – Masta Ace & Edo G. – Mayer Hawthorne & The County – Missy Elliott – Mono & Nikitaman – Mr. Vegas – Olli Banjo – Phlatline Club Movement – Phlatline Sound – Pow Pow Movement – Professor Green – Raekwon – Rah Digga & Eternia – Rasco & Guilty Simpson – Samy Deluxe – Shunda K. – Shy FX & SP:MC – Sichtbeton – Sick Girls & Sara – Snaga & Pillath – Soundquake Sound – Swede Art – Tech N9ne – Urthboy – Wiley – Wu-Tang Clan | Ferropolis                                             | ca. 15.000                                             |
| 2011 | 8. – 10. Juli        | Aloe Blacc – Atmosphere – Big Boi – Black Milk – Casper – Cunninlynguists – Curren$y – Cypress Hill – Damion Davis – Dendemann – Dexter & Maniac – Die Orsons – Diplo – ESKEI83 – Tears 4 Beers – Fard – Flo Mega – Flying Lotus – Foreign Beggars – Herr Von Grau – Janelle Monae – JAW – Jay Electronica – K.I.Z – Kraftklub – Looptroop Rockers – Lupe Fiasco – Marteria – Megaloh – Nate57 & Telly Tellz – Pierre Sonality & Die Funkverteidiger – Prinz Pi – Public Enemy – RAF Camora – Rockstah – Samy Deluxe – Schlachthofbronx – Sick Girls – Spank Rock – The Cool Kids – The Cypher – Wiley – Yelawolf | Ferropolis                                             | 20.000–25.000                                          |
| 2012 | 6. – 8. Juli         | 257ers – Adlib – Ahzumjot – A$AP Rocky – Beginner – Big K.R.I.T. – Cro – Dâm-Funk – Danny Brown – DCVDNS – Demograffics – De La Soul – Die Bestesten aka Morlockk Dilemma, Hiob, Audio88 & Yassin – Dilated Peoples – DJ Ron – DOOM – Dramadigs – F.R. – Fard – Fatoni & Edgar Wasser – Fulgeance – Genetikk – Heckert Empire feat. Ronny Trettmann & Ranking Smo – Hi-Hat Club – Hinterland – Joey Bada$$ – Kid Simius – Kollegah & Favorite – Kool Savas & Friends – Kraftklub – Lords Of The Underground – Mac Miller – Macklemore & Ryan Lewis – Major Lazer – Marsimoto – Max Herre & Freunde – Moop Mama – Murkage – Nas – Nneka – Olson – P. Money – Prinz Pi & Band – RAF 3.0 – Retrogott & Hulk Hodn – Robot Koch – Roger Rekless – Schaufel & Spaten – Sick Girls – Sir Serch – Skream – Statik Selektah – Swede:Art – Taktlo$$ – Tears 4 Beers – Tefla & Jaleel Soundsystem – The Funky 15th Beach Corner (Dexter, Clefco, Mainloop, Rufflow, Maniac, DJ Kid Kut, Fid Mella, Ra-B) – Tobrock – Torch und Freunde (Can La Rock, Toni-L, MC Rene, D-Flame, DJ Step, DJ Soundtrax, DJ Cullmann) – Twit One – Vega – Wiz Khalifa – 360° Tent (DJ Haitian Star, DJ Dynamite, DJ Stylewarz, Toni-L | Ferropolis                                             | 20.000–25.000                                          |
| 2013 | 12. – 14. Juli       | Iggy Azalea – Lance Butters – Mach One – Macklemore & Ryan Lewis – Marteria – Megaloh – Montez and KaynBock – MoTrip – Muso – Nate57 & Telly Tellz – Oddisee – OK KID – Persteasy – Phlatline and Friends (DJane Tereza, DJ Ron, DJ Shusta, Tefla) – Retrogott & Hulk Hodn – Riddim Box – Rockstah – Roger Rekless Freestyle Experience – Ronny Trettmann – SAM – Schlachthofbronx – Sepalot – Sichtexot (Luk & Fil, Tufu, Eloquent) – Sick Girls – Sorgenkinder Soundsystem – Spezializtz – The Funky Beach Corner – The Underachievers – Thunderbird Gerard – Travi$ Scott – Tyler, the Creator – Waka Flocka Flame – Weekend – Reimebude (4tune, Happy Beckmann und Dollar John) | Ferropolis                                             | 20.000–25.000                                          |
| 2014 | 11. – 13. Juli       | 257ers – 3Plusss & Sorgenkind – A$AP Ferg – Afrob – Ahzumjot – Alligatoah – Angel Haze – Antilopen Gang – Chakuza – Cashmere Cat – Celo & Abdi – Chance the Rapper – Coely – Credibil – Cro – DCVDNS – Delfonic – Der Plot – Disarstar – DLTLLY – Drunken Masters – Earl Sweatshirt – Eko Fresh – End of the Weak – eRRdeKa – Fatoni & Edgar Wasser – Foreign Beggars – Freddie Gibbs – Fünf Sterne Deluxe – Genetikk – Hiob & Dilemma – Hudson Mohawke – Iamnobodi – Isaiah Rashad – JAW – Jonwayne – K.I.Z – Karate Andi – Kaytranada – Kollegah – Leftboy – Lunice – M.I.A. – Megaloh – Mortis – Olexesh – Olson – OutKast – Pimf – Prinz Pi – RAF Camora – Schoolboy Q – Shawn The Savage Kid – Soulforce – Soulmind – Sonne Ra – SSIO – Sylabil Spill – Symbiz Sound – Ta-ku – Teesy – Trapmasters – Vic Mensa – Witten Untouchable – Wiz Khalifa – Yelawolf – YG – Zugezogen Maskulin | Ferropolis                                             | 20.000                                                 |
| 2015 | 10. – 12. Juli       | Ali As – Chefket – Die Orsons – Haftbefehl – Inglebirds – Marsimoto – PRhyme – The Underachievers – Prinz Porno – Flatbush Zombies – Genetikk – Megaloh – Little Simz – K.I.Z – G-Eazy – Freddie Gibbs – Vince Staples – Kool Savas – Danny Brown – Dipset – Credibil – Audio88 & Yassin – Pusha T – A$AP Rocky – Favorite – ASD – Rustie – Rafik – Ratking – Rae Sremmurd – Luk&Fil/Sichtexot – Gold Roger – Schote – Lance Butters – eRRdeKa – Damion Davis – Absztrakkt – Karate Andi – Yung Lean – Nicki Minaj – MoTrip – Zugezogen Maskulin | Ferropolis                                             | 20.000                                                 |
| 2016 | 8. – 10. Juli        | 187 Strassenbande – 257ers – A$AP Ferg – Abra – Action Bronson – Ahzumjot – AJ Tracey – Anderson .Paak – Angel Haze – Atzenkalle (DLTLLY) – Azad – Azet & Zuna – Bass Kartell – Beginner – Betty Ford Boys – Bluestaeb – CAS is Dead – Celo & Abdi – Chima Ede – Chix – Coely – Craves – Dame – Denzel Curry – DJ Paypal – Drae Da Skimask – Ecke Prenz – Edgar Wasser – Eko Fresh – Enaka – Enoq – Father – Fatoni – Fid Mella – Flatbush Zombies – FloFilz – Frauenarzt – Fruchtmax & Hugo Nameless – Galv – Goth Money Records – GWLT – Haftbefehl & Xatar – Haze – High Power Station – HNRK JokA – LGoony & Crack Ignaz – Maeckes – SSIO – Stormzy – Teesy & Friends – The Roots – Weekend – Wiz Khalifa – Young Thug – Yung Hurn | Ferropolis                                             | 22.000                                                 |
| 2017 | 6. – 9. Juli         | Bonez MC & RAF Camora – Genetikk – K.I.Z – Kollegah – Kool Savas – Mac Miller – Marteria – Pusha T – Rae Sremmurd – Sido – Travis Scott – Suicideboys – AJ Tracey – Audio88 & Yassin – Bartek – Crack Ignaz – DCVDNS – Desiigner – G-Eazy – Gucci Mane – Haiyti – Hamza – Kano – LGoony – Lil Yachty – Loyle Carner – MGK – Megaloh & Friends – Plusmacher – Popcaan – Post Malone – RIN – Smino – SXTN – Trettmann – TroyBoi – Ufo361 | Ferropolis                                             | 22.000                                                 |
| 2018 | 6. – 8. Juli         | Casper – Cro – J. Cole – Lil Uzi Vert – Prinz Pi – Savas & Sido – Tyler, the Creator – 070 Shake – 6 Lack – A Boogie wit da Hoodie – A$AP Twelvyy – Antilopen Gang – Azad – Bhad Bhabie – Olexesh – Capo – Chefket – Dendemann – Denzel Curry – Dexter – Drunken Masters – GoldLink – Haftbefehl – Karate Andi – Krept X Konan – Lil Pump – Lil Xan – MC Bomber – Nate57 – Nimo – Playboi Carti – RIN – Russ – Skepta – Smokepurpp – Teesy x Tones – Token – Trettmann – Vega – Vince Staples – Yung Hurn – Zugezogen Maskulin – 102 Boyz – Abstract – Afrob & Tribes of Jizu – Amy Becker – Anbu – AsadJohn – Azzi Memo – Bad Gyal – Bas – Belly – BHZ – Bluestaeb – Cashmiri – Cri$py C – Dame – Dan Boogie – Dardan – Deemz – Der Täubling – Dexter DJ-Set – digitalluc – Dissy – DJ Primetime – DJ Red – Bong Teggy vs N’antinein – Falk & Khacoby vs Cris Kotzen & Ano-Nym – Kex Kuhl & ODMGDIA vs Forcki9ers – Nedal Nib vs Clep – Down & Dirty – Dreezy – Enoq – Erotic Toy Records – ERRdeKa – Figub Brazlevič & Tek D. – FloFilz – Freund & Kupferstecher Soundsystem – Füffi – Gashi – Gianni Mae – Goodkat – Habibi Funk – Hackfleisch Vegan – Haszcara – Haze – Henace – Hoe_mies – Indiänna – Injury Reserve – Ivan Ave – J. Lamotta & Band – JACE & die Flavour Gang – Jacin Trill – Jaël – Jakarta Soundsystem & beyond bisetoon – Jarreau Vandal – Jazn – Jenny Sharp – Jerrausama – Joey Bargeld – John Known – Juju Rogers – Junglepussy – Karol Tip – Kikelomo – Knowsum – Kris Santiago – LIEBE – Lúcia Lú – Luvre47 – MadD3E – Mamacoca – Marc – Meg10 – Miko Waye – Mista Meta – Mittone – Mittone B2B Karol Tip – Money$exRecords – Negroman – Night Lovell – OG Keemo – Otis Jr. & Dr Dundiff – Paper Planes Soundsystem – Paquito Moniz – Places + Faces – Qnoe – Ra-B Groovebuz – Ray Fuego – Rejjie Snow – Remoe – Rich Brian – S. Fidelity, melodiesinfonie & Bluestaeb – Said – Salwa Benz – Sichtexot Allstars – Sierra Kidd – Ski Mask The Slump God – Slowy & 12Vince – Soufian – Special K – Speedy & DerWolf – splash! Mag & Friends – Sprite Eyez – Stereo Luchs – Sylabil Spill – Team Reiben (Falk & Khacoby, DLTLLY) – T9 – Telly Tellz – Tereza – Trap or Die – Tofu – Veedel Kaztro – Wun Two – Yaw Herra – Yung Juice – Yxng Bane – Zorro | Ferropolis                                             | 30.000                                                 |
| 2019 | 11. – 13. Juli       | A$AP Rocky – Chance The Rapper – Bausa – Brockhampton – Flatbush Zombies – Future – Suicideboys – Trettmann – Young Thug | Ferropolis                                             | 30.000                                                 |
| 2020 | 9. – 11. Juli        | aufgrund der COVID-19-Pandemie in Deutschland abgesagt | aufgrund der COVID-19-Pandemie in Deutschland abgesagt | aufgrund der COVID-19-Pandemie in Deutschland abgesagt |
| 2021 | 8. – 10. Juli        | aufgrund der COVID-19-Pandemie in Deutschland abgesagt | aufgrund der COVID-19-Pandemie in Deutschland abgesagt | aufgrund der COVID-19-Pandemie in Deutschland abgesagt |
| 2021 | 15. – 17. Juli       | aufgrund der COVID-19-Pandemie in Deutschland abgesagt | aufgrund der COVID-19-Pandemie in Deutschland abgesagt | aufgrund der COVID-19-Pandemie in Deutschland abgesagt |
| 2022 | 30. Juni – 2. Juli   | 01099 – A$AP Rocky – Badmómzjay – Bounty & Cocoa – Kid Kapri – Lancey Foux – Lil Uzi Vert – Nura – Roddy Ricch | Ferropolis                                             | 20.000                                                 |
| 2022 | 7. – 9. Juli         | 01099 – A$AP Rocky – Badmómzjay – Juju – K.I.Z – Nina Chuba – Noel – Nura – Ski Aggu – $OHO BANI – Yun Mufasa | Ferropolis                                             | 30.000                                                 |
| 2023 | 29. Juni – 1. Juli   | Kendrick Lamar – Lil Uzi Vert – Ufo361 – Trettmann – 102 Boyz – Aitch – Badmómzjay – Cochise – Denzel Curry – Detsoy Lonely – GloRilla – Haftbefehl – Jeleel! – Ken Carson – Lugatti & 9ine – Mint Project – Night Lovell – Ski Aggu – Ski Mask the Slump God – $oho Bani – Viko63 & Penglord – YG – Yung Lean – 01099 – Bibiza – Celine – Dennis dies das – Eli Preiss – Flavio – Gola Gianni – Haiyti – Jonny5 & Fergy53 – Kani82 – Kitana – Kitty Kat – KWAM.E – Liz – Luvre47 – Rapk – Sampagne – Skaiwater – Souly – Takt32 – Teuterekordz – Tightill & Donvtello – Verifiziert – Paula Hartmann | Ferropolis                                             | 30.000                                                 |
| 2024 | 4. – 6. Juli         | 21 Savage – Playboi Carti – Shirin David – 01099 – 2lade – AK Ausserkontrolle – Ansu – AOB – Audio88 & Yassin – Baby B3ns – Bangerfabrique – BEYAZZ – Billa Joe – Blanco – Boondawg – Chief Keef – City Morgue – Clip – D-Block Europe – Dante YN – Destroy Lonely – Diggidaniel – Elias – Flo Milli – Gunna – Hanna Noir – Joost – Juju – Loco Candy – Mehnersmoos – Moé – Offset – Pashanim – Rap La Rue – Tom Hengst – Tua | Ferropolis                                             |                                                        |
| 2025 | 3. – 5. Juli         | Doechii – Ken Carson – Young Thug – Yeat – K.I.Z – Schoolboy Q – Ski Aggu – Lil Tecca – Ufo361 – Soho Bani – Makko – Badmómzjay – BHZ – Ferg – Nettspend – Lazer Dim 700 – 1019 – Badchieff – BigXThaPlug – Charlize – Daimajin – Domiziana – Gianni Suave – JACE – Joje – Lucio101 – Nemzzz – Ramzey – Ronis Goliath – Samara CYN – Ruski53 – Thizzy52 – Baran Kok – Buffalo – Bangerfabrique – Yung Pepp – Leo Kaminski – Apsilon – Benno! – VICKY – Boondawg – Kwam.E & Tom Hengst – Filow – Fimiguerrero – Idolinjo – Jolle – JONNY5 & Fergy53 – Kairo Keyz – Key Glock – Len – MP Freshly & Die P – SahBabii – YFG Pave – Zsá Zsá – Bawo – CALLI – Haaland936 – Hardrock – Jassin – Junge Arbeiter – KC Rebell & Summer Cem – Lelosa – Patina Records – Pozer – Tosha – Sampagne – Songer – Yc | Ferropolis                                             |                                                        |

## Nicetry Magazine
Unter dem Namen Nicetry Magazine (bis 2019 Splash! Mag) wird ein Hip-Hop-Magazin betrieben, welches online verfügbar ist. Dort werden Interviews mit Rappern und Reviews zu aktuellen Veröffentlichungen im Blog-Format publiziert.